# Antonio Serravalle
Antonio Serravalle (Toronto, 18 settembre 2002) è un pilota automobilistico canadese con origini italiane.

## Carriera

### Road to Indy
Serravalle nel 2018 inizia a correre nella Pro Mazda, primo passo della Road to Indy. Il canadese corre i primi sei round per il team Exclusive Autosport. L'anno seguente corre il Campionato USF Pro 2000 e due corse della F3 americana. Nel 2020 prende solo a due corse nella Formula Regional delle Americhe.
Nel 2021 passa alla Indy Lights guidando per il team Pserra Racing. Durante la stagione per infortunio salta le corse di Portland e Laguna Seca, concludendo al dodicesimo posto con 175 punti conquistati. L'anno seguente prende parte ai primi due round della serie con il team Abel Motorsports, mentre per il resto della competizione si schiera con il team HMD supportato dalla Dale Coyne Racing.

### Endurance

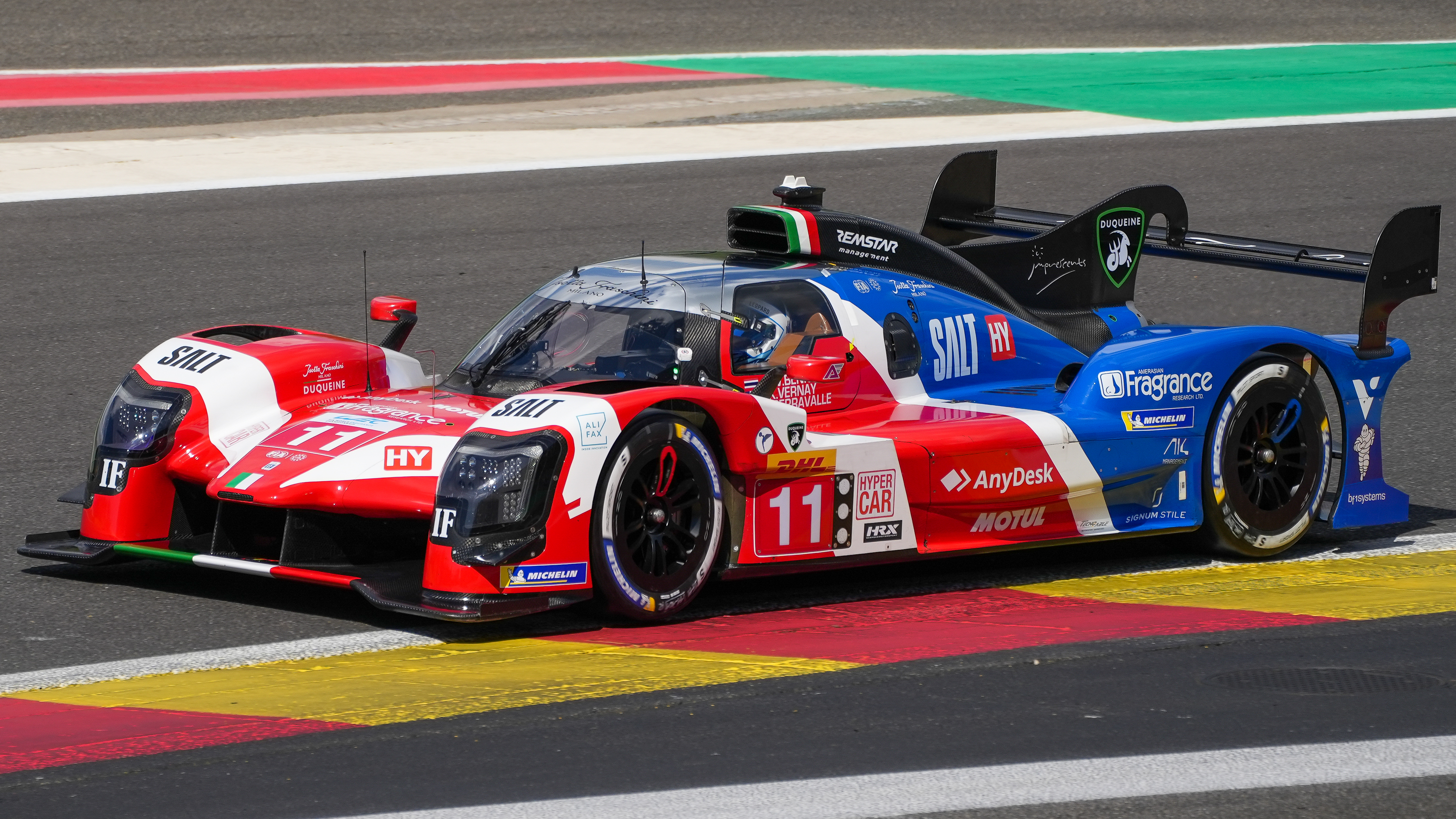
L'Isotta Fraschini Tipo 6 LMH-C di Serravalle durante la 6 ore di Spa 2024

Nel 2023 Serravalle prende parte alla 24 Ore di Daytona, gara valida per il IMSA SportsCar Championship. Il pilota canadese corre per il team FastMD Racing ed ottiene il sesto posto nella classe LMP3. L'anno seguente Serravalle entra nel Campionato del mondo endurance correndo nella classe Hypercar con la nuova Isotta Fraschini Tipo 6 LMH-C del costruttore italiano. L'equipaggio riesce nella impresa di concludere la 24 Ore di Le Mans arrivando quattordicesimi in classifica assoluta. 
Purtroppo, il marchio italiano, prima della gara, Lone Star Le Mans annuncia la chiusura anticipata della stagione 2024 saltando gli ultimi tre eventi dell'anno. Rimasto senza sedile, nelle ultime tre gare diventa pilota di riserva del team Proton Competition rimanendo quindi nella classe Hypercar del WEC.

## Risultati

### Riassunto della carriera
| Stagione | Serie                              | Team                                  | Gare | Vittorie | Pole | GPV | Podi | Punti | Pos. |
| -------- | ---------------------------------- | ------------------------------------- | ---- | -------- | ---- | --- | ---- | ----- | ---- |
| 2018     | Pro Mazda                          | Exclusive Autosport                   | 10   | 0        | 0    | 0   | 0    | 92    | 13º  |
| 2019     | Campionato USF Pro 2000            | Pserra Racing con Jay Howard Driver   | 14   | 0        | 0    | 0   | 0    | 188   | 10º  |
| 2019     | F3 americana                       | Velocity Racing Developments          | 2    | 0        | 0    | 0   | 0    | 8     | 16º  |
| 2020     | Formula Regional delle Americhe    | Jay Howard Driver Development         | 2    | 0        | 0    | 0   | 0    | 1     | 18º  |
| 2021     | Indy Lights                        | Pserra Racing/AS Promotions           | 16   | 0        | 0    | 0   | 0    | 175   | 12º  |
| 2022     | Indy Lights                        | Abel Motorsports                      | 2    | 0        | 0    | 0   | 0    | 204   | 13°  |
| 2022     | Indy Lights                        | HMD Motorsports con Dale Coyne Racing | 7    | 0        | 0    | 0   | 0    | 204   | 13°  |
| 2023     | IMSA SportsCar Championship - LMP3 | FastMD Racing                         | 1    | 0        | 0    | 0   | 0    | 0     | 43°  |
| 2024     | WEC - Hypercar                     | Isotta Fraschini                      | 4    | 0        | 0    | 0   | 0    | 0     | 33°  |

* Stagione in corso.

### Risultati 24 Ore di Daytona
| Anno | Team          | Co-piloti                           | Auto               | Classe | Giri | Pos. | Class Pos. |
| ---- | ------------- | ----------------------------------- | ------------------ | ------ | ---- | ---- | ---------- |
| 2023 | FastMD Racing | Nick Boulle James Vance Yu Kanamaru | Duqueine M30 - D08 | LMP3   | 635  | 50°  | 6°         |

### Risultati nel Campionato del mondo endurance
| Anno    | Squadra          | Classe   | Vettura                       | QAT | IMO | SPA | LMS | SÃO | COA | FUJ | BHR | Punti | Pos. |
| ------- | ---------------- | -------- | ----------------------------- | --- | --- | --- | --- | --- | --- | --- | --- | ----- | ---- |
| 2024    | Isotta Fraschini | Hypercar | Isotta Fraschini Tipo 6 LMH-C | Rit | 17  | 15  | 13  | Rit |     |     |     | 0     | 33°  |
| Legenda |                  |          |                               |     |     |     |     |     |     |     |     |       |      |

### Risultati nella 24 Ore di Le Mans
| Anno | Team             | Co-pilota                             | Vettura                   | Classe   | Giri | Pos. | Class Pos. |
| ---- | ---------------- | ------------------------------------- | ------------------------- | -------- | ---- | ---- | ---------- |
| 2024 | Isotta Fraschini | Carl Wattana Bennett Jean-Karl Vernay | Isotta Fraschini Tipo 6-C | Hypercar | 302  | 14º  | 14º        |